# Chiropotes
Chiropotes — це п'ять або шість видів мавп Нового Світу, які класифікуються в роду Chiropotes. Вони живуть у східній і центральній Амазонії в Південній Америці, простягаючись через південну Венесуелу, Гаяну, Суринам, Французьку Гвіану та північну та центральну Бразилію. Види повністю алопатричні, їх поширення розділені великими річками.
Chiropotes відрізняються від близькоспоріднених мавп сакі з роду Pithecia яскраво вираженою бородою, пучком волосся, що простягається від щелепи вниз по горлу до верхньої частини грудей і є яскраво вираженим, особливо у самців. Хвіст довгий і волохатий, він використовується для рівноваги, а не для хапання. Chiropotes досягає розміру від 32 до 51 см і важить від 2 до 4 кг.
Як і багато мавп Нового Світу, Chiropotes є денними та деревними. Вони мешкають у тропічних лісах, зазвичай у кронах дерев. Вони пересуваються на чотирьох за гілки, проводячи більшу частину дня в пошуках їжі. Вночі вони сплять, притиснувшись до товстіших гілок, ніколи не проводячи ночі поспіль на одному дереві. Chiropotes живуть разом групами приблизно від 18 до 30 тварин. Всередині групи вони спілкуються пташиним щебетом і високим свистом. Іноді вони змішуються з іншими приматами.
Фрукти становлять основну частину раціону Chiropotes, але вони також їдять горіхи, бруньки, листя, комах і дрібних хребетних.
Один раз на рік (зазвичай на початку осені або в кінці літа) самка виношує одне потомство після 5-місячної вагітності. Приблизно через три місяці він починає самостійно досліджувати навколишнє середовище. Повної зрілості Chiropotes досягають у віці 4 років. Тривалість їх життя становить приблизно 15 років.